# Witgerand grondschubje
Witgerand grondschubje (Psora decipiens) een korstmossoort uit het geslacht Psora.

## Determinatie
Witgerand grondschubje is een korstvormig korstmos. Het thallus bestaat uit bruinachtige, bruinrode of rozerode schubben met een witachtige rand, tot 4 mm breed. Deze overlappen elkaar zelden, zijn afgerond tot ingesprongen of licht ingekerfd en witachtig aan de onderkant. Apotheciën zijn vrij zeldzaam.

## Syntaxonomie
De soort is diagnostisch voor de smaragdsteeltjes-klasse (Psoretea decipientis); de wetenschappelijke naam van deze klasse is bovendien naar de wetenschappelijke naam van witgerand grondschubje vernoemd.

## Verspreiding
Witgerand grondschubje nestelt zich voornamelijk op kalkrijke grond of kalksteen, soms op mos. Het komt in heel Europa voor tot in de Alpen, maar is over het algemeen zeldzaam en bedreigd. De soort is in Nederland zeer zeldzaam en komt alhier uitsluitend voor in Zuid-Limburg.